# Francisco de Carvalho Soares Brandão
Francisco de Carvalho Soares Brandão (Jaboatão, 31 de outubro de 1839 — Rio de Janeiro, 1 de setembro de 1899) foi um magistrado e político brasileiro.

## Biografia

### Juventude e antecedência
Soares Brandão era filho de Maria Rita (Gonçalves da Rocha em solteira) e de Francisco Pedro Soares Brandão e nasceu no engenho Santana, freguesia de Jaboatão, Pernambuco, de propriedade de seu avô paterno, o primeiro Francisco Pedro (1771-1836), escudeiro e cavaleiro fidalgo da Casa Real de Portugal, de onde veio, em princípios do século XIX, como capitão de milícia.
Tão logo chegou a Recife, Pernambuco, o capitão Francisco Pedro casou-se com Maria Francisca de Carvalho Pais de Andrade, irmã gêmea de Manuel de Carvalho Pais de Andrade, presidente da Confederação do Equador. Já era havia alguns anos senhor do engenho Santana, em Jabotão, quando foi agraciado com a comenda de cavaleiro da Ordem de Cristo pelos serviços prestados por seu pai, José Joaquim Soares Brandão (1737-1785), juiz do crime em Lisboa.
Francisco Pedro e Maria Francisca tiveram doze filhos, dos quais o segundo vem a ser o segundo Francisco Pedro (1817-1895), que foi senhor do engenho Ribeirão, em Vitória de Santo Antão, e, mais tarde, do engenho Antas, em Serinhaém, o qual pertencera ao Marquês de Olinda. Casou-se, em 1838, com Maria Rita Gonçalves da Rocha, filha de Francisco Gonçalves da Rocha, senhor do engenho São Brás, em Serinhaém, e avô da poetisa Francisca Isidora, primeira mulher a fazer parte da Academia Pernambucana de Letras. Francisco de Carvalho foi o primeiro dos oito filhos deste casal.

### Vida pública

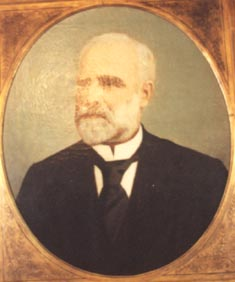
Conselheiro Francisco de Carvalho Soares Brandão, da coleção Museu Histórico Nacional.

Formado pela Faculdade de Direito do Recife em 1861, abriu escritório de advocacia. Em fins de 1866, foi nomeado ao cargo de juiz de órfãos de Recife, que se manteve até 1872.
Na política, militou no Partido Liberal. Foi deputado provincial de 1864 a 1869. Nesse mesmo ano, entrou para a redação do jornal A Província, órgão daquele partido, junto com Epaminondas de Melo, J. A. de Figueiredo e Ulisses Viana.
Sua carreira política foi privilegiada com a subida do Partido Liberal ao poder, em 1878. Em 9 de fevereiro desse ano, foi nomeado presidente da província de Alagoas, tomou posse em 11 de março, mas deixou a administração em 20 de novembro, para assumir vaga na Câmara dos Deputados, representando sua província natal.
Em 26 de fevereiro de 1881, foi nomeado presidente da província do Rio Grande do Sul, tomou posse em 19 de maio e esteve na administração até 26 de fevereiro do ano seguinte, quando recebeu o título de conselheiro de estado extraordinário e, posteriormente, o de veador da Imperatriz. Foi transferido para a presidência da província de São Paulo em 18 de fevereiro de 1882, tomou posse em 10 de abril seguinte e passou a administração em 4 de abril de 1883.
A morte do Barão de Pirapama abriu vaga no Senado do Império, e Soares Brandão foi indicado para a mesma, em lista tríplice, na qual também constavam os nomes de Epaminondas de Melo e Manuel Portela. A escolha do Imperador caiu sobre Brandão, que assumiu a vaga senatorial em 22 de maio de 1883.
Durante o Gabinete Lafayette, em 24 de maio de 1883, foi chamado para assumir o Ministério dos Estrangeiros, que ocupou até a retirada do mesmo, em 6 de janeiro de 1884.

### Via particular
Soares Brandão casou-se, em 14 de setembro de 1867, com Maria Ana Pais Barreto (21 de julho de 1847 — 24 de julho de 1917), filha de Firmina Cavalcânti Pais Barreto (1824-1869) e do coronel Antônio Francisco Pais de Melo Barreto (1822-1882), que passou a assinar Maria Ana Soares Brandão, após o casamento. Maria Ana era sobrinha do Conde da Boa Vista e sobrinha-neta do Marquês de Recife. Eles tiveram três filhos:
- Maria Eulália Soares Brandão (8 de abril de ??? - 24 de junho de 1939), inupta;[3]
- Francisco de Carvalho Soares Brandão Filho (1870 — 19 de julho de 1947[4]), casado com Sofia de Arruda Botelho (filha do Conde do Pinhal), com descendência;
- João Soares Brandão (9 de junho de 1872 — 30 de março de 1949[5]), casado com Ana Carolina de Arruda Botelho (também filha do Conde do Pinhal), com descendência.

### Últimos anos e falecimento
Com o fim do regime monárquico e o advento da república, o conselheiro Soares Brandão recolheu-se da vida pública e passou a dedicar-se exclusivamente à advocacia. Faleceu com apenas 59 anos de idade e seus restos mortais foram inumados no Cemitério São João Batista, em Botafogo.

## Condecorações
- Ordem de Cristo de Portugal
- Grã-Cruz da Ordem Prussiana da Águia Branca Alemanha
- Ordem Belga de Leopoldo I Bélgica
- Medalha do Libertador Bolívia